# Hodonín, Chrudim
Hodonín là một làng thuộc huyện Chrudim, vùng Pardubický, Cộng hòa Séc.